# الاستفتاء المغربي 23 مايو 1980
هو الاستفتاء الذي دعى إليه الملك الحسن الثاني وأجر بتاريخ 23 ماي 1980، وحسب ظهير الدعوة للاستفتاء كان موضوعه تعديل المادة 21 من دستور 1962 و الذي تبنى مجلس الوصاية وخول له مهامه في حالة عدم بلوغ الملك سن الرشد.
وكان هذا الدستور حدد سن رشد الملك في 18 سنة، إلا أن التعديل الدستوري الذي أقره استفتاء 23 ماي 1980 خفض سن رشد الملك إلى 16 سنة، ورفع من أعضاء مجلس الوصاية.
حيث أن قبل 1980 كان رئيس مجلس الوصاية هو أخ الملك، الأمير مولاي عبد الله، لكن الأمر تغير بعد استفتاء 23 ماي 1980، وأصبح الرئيس هو الرئيس الأول للمجلس الأعلى للقضاء بعضوية رئيسي مجلس النواب ومجلس المستشارين ورئيس المجلس العلمي لمدينتي الرباط وسلا و10 أعضاء يختارهم ويعينهم الملك بمحض إرادته.

## نتائج الإستفتاء
اعلنت الغرفة الدستورية بالمجلس الاعلى بتاريخ 3 يونيو 1980 رسميا ان النتيجة العامة للاستفتاء حول تعديل المادة 21 من الدستور هي ان الشعب المغربي صادق على التعديل المعروض عليه بنسبة 99.62% من اجمالي الاصوات المعبر عنها و هي كالتالي.